# 察隅厚喙菊
察隅厚喙菊（学名：Dubyaea tsarongensis）为菊科厚喙菊属的植物，为中国的特有植物。分布在中国大陆的西藏、云南等地，生长于海拔2,500米至4,100米的地区，见于山坡流石滩或高山草甸，目前尚未由人工引种栽培。